# Akpro-Missérété
Akpro-Missérété – miasto w Beninie, w departamencie Ouémé. Położone jest około 10 km na północ od stolicy kraju, Porto-Novo. W spisie ludności z 11 maja 2013 roku liczyło 41 657 mieszkańców.